# Departamento de Transporte de Massachusetts
El Departamento de Transporte de Massachusetts (en inglés: Massachusetts Department of Transportation, MassDOT) es la agencia estatal gubernamental encargada en la construcción y mantenimiento de toda la infraestructura ferroviaria, carreteras estatales; así como sus federales, locales e interestatales, y transporte aéreo del estado de Massachusetts. La sede de la agencia se encuentra ubicada en Boston, Massachusetts y su actual director es Jeffrey B. Mullan.